# Resolució 508 del Consell de Seguretat de les Nacions Unides
La Resolució 508 del Consell de Seguretat de les Nacions Unides, fou aprovada per unanimitat el 5 de juny de 1982, recordant les resolucions 425 (1978), 426 (1978), 427 (1978), 434 (1978),  444 (1979), 450 (1979) 459 (1979), 467 (1980), 474 (1980), 483 (1980), 490 (1981) i 501 (1982) va exigir el final de les hostilitats estrangeres que es produeixen en territori libanès entre l'Organització d'Alliberament de Palestina i Israel. Israel va subratllar que estaven molestos perquè la resolució 508 no mencionés ni suggerís que l'Organització d'Alliberament de Palestina eren culpables de l'atac a l'ambaixador israelià.
La resolució va demanar un alto el foc a les 06.00 hora local el 6 de juny de 1982, de manera que es podia respectar la resolució 490 (1981). També va demanar al Secretari General de les Nacions Unides que realitzés tots els esforços possibles per garantir l'aplicació i el compliment d'aquesta resolució i informar al Consell el més aviat possible i no més tard de quaranta vuit hores després de l'aprovació d'aquesta resolució.